# Šumet (Dubrovnik)
Šumet falu Horvátországban, Dubrovnik-Neretva megyében. Közigazgatásilag Dubrovnik községhez tartozik.

## Fekvése
A Dubrovnik városától légvonalban 4, közúton 10 km-re keletre a Dubrovniki tengermelléken, a Komolacból Gornji Brgat felé haladó út mentén, a hercegovinai határ közelében fekszik.

## Története
Az itt élt első ismert nép az illírek voltak, akik az i. e. 2. évezredtől fogva éltek itt magaslatokon épített erődített településeken és kövekből rakott halomsírokba temetkeztek. Az illírek i. e. 35-ig uralták a térséget, amikor Octavianus hadai végső győzelmet arattak felettük. A Nyugatrómai Birodalom bukása után 493-tól a keleti gótok uralták a területet. 535-ben Dalmáciával együtt a Bizánci Császárság uralma alá került. A horvátok ősei a 7. században érkeztek Dalmáciába és csakhamar megalapították első településeiket. Ezek elsőként a termékeny mező melletti, ivóvízzel rendelkező helyeken alakultak ki. Rijeka dubrovačka déli partvidéke Knežica és Šumet településekkel együtt már a 10. század közepén a Raguzai Köztársasághoz tartozott. Šumet középkori neve Juncetum volt, mely sást, nádat jelent. 1100-ban felépült a Szent Márton templom, 1211-ben pedig a Szent Vid templom, melyet a 20. század elején a Gruž felé menő vasúti pálya építésekor  bontottak le. A Đurđević és Stulli családoknak nyaralói álltak a településen. A 15. században Šumet területén át építették ki a Raguza városát ellátó vízvezetéket.
A Raguzai Köztársaság bukása után 1806-ban Dalmáciával együtt ez a térség is a köztársaságot legyőző franciák uralma alá került, de Napóleon bukása után 1815-ben a berlini kongresszus Dalmáciával együtt a Habsburgoknak ítélte. 1857-ben 188, 1910-ben 117 lakosa volt. 1918-ban az új szerb-horvát-szlovén állam, majd később Jugoszlávia része lett. A délszláv háború során 1991. október 1-jén kezdődött a jugoszláv hadsereg (JNA) támadása a Dubrovniki tengermellék ellen, majd súlyos harcok után még októberben megszállta a települést. A házakat kirabolták, majd felgyújtották. A lakosság elmenekült, így a település 1992. májusáig lényegében lakatlan maradt. A horvát hadsereg a slanoi felszabadító hadművelet során 1992. május 26-án verte ki a JNA egységeit és a szerb szabadcsapatokat a településről és  környékéről. A háború után rögtön elkezdődött az újjáépítés. A településnek 2011-ben 176 lakosa volt, akik főként mezőgazdasággal foglalkoztak, illetve a közeli Dubrovnikban dolgoztak.

## Népesség
| Lakosság változása | Lakosság változása | Lakosság változása | Lakosság változása | Lakosság változása | Lakosság változása | Lakosság változása | Lakosság változása | Lakosság változása | Lakosság változása | Lakosság változása | Lakosság változása | Lakosság változása | Lakosság változása | Lakosság változása | Lakosság változása |
| ------------------ | ------------------ | ------------------ | ------------------ | ------------------ | ------------------ | ------------------ | ------------------ | ------------------ | ------------------ | ------------------ | ------------------ | ------------------ | ------------------ | ------------------ | ------------------ |
| 1857               | 1869               | 1880               | 1890               | 1900               | 1910               | 1921               | 1931               | 1948               | 1953               | 1961               | 1971               | 1981               | 1991               | 2001               | 2011               |
| 188                | 154                | 110                | 95                 | 119                | 117                | 129                | 166                | 150                | 137                | 117                | 144                | 164                | 209                | 159                | 176                |

## Nevezetességei
- A Szentháromság tiszteletére szentelt temploma a 15./16. században épült gótikus stílusban. Egyhajós épület négyszögletes apszissal. 1991-ben teljesen megújították.
- A temetőben álló Szent Márton templom 1100-ban épült a település központjával együtt. Az első írásos említése 1193-ból való. A környező birtokokkal együtt lokrumi bencés apátsághoz tartozott.
- A Šumet-híd[4] az Imotski-mező délnyugati oldalán, a Jaruga kiszélesedett és rendezett medre fölött található, amely a Prološki blatoból a Vrljika folyóba ömlik. Három ívű, két ütemben épített kőhíd, mely a kő rakásmódjából is kitűnik: a korábbi, 18. századi fázis a nyugati oldal enyhén csúcsos ívekkel, a későbbi, 19. századi bővítés a keleti oldalon szabályosabb ívekkel készült. A híd hossza 17,40 méter, az útburkolat szélessége mellvédekkel kb. 5,15 méter. A híd a 18. és 19. századi hídépítészet szép példája.

## Gazdaság
Lakói főként mezőgazdasággal foglalkoztak, illetve a közeli Dubrovnikban dolgoztak.